# Mani Leib

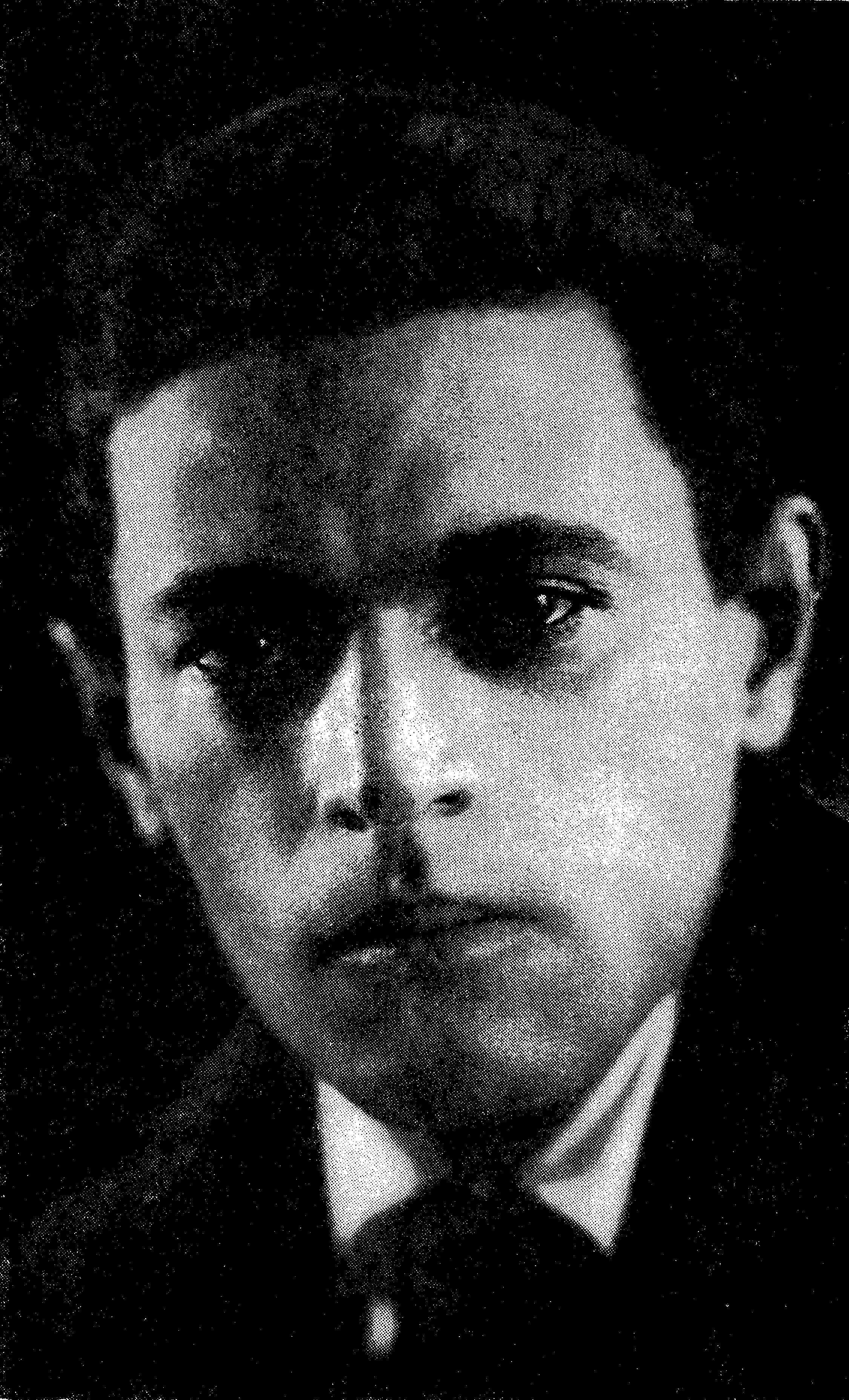
Mani Leib vor 1918

Mani Leib (* 20. Dezember 1883 in Nischyn, Russisches Kaiserreich, heute Ukraine; † 4. Oktober 1953 in New York; jiddisch מאַני לייב, bürgerlicher Name Mani Leib Brahinsky) war ein jiddischsprachiger Dichter der Moderne. Er gehörte der Dichtergruppe Di Yunge an, einer avantgardistischen Gruppe jiddischer Dichter und Literaten im New York der ersten Hälfte des 20. Jahrhunderts.

## Leben und Werk

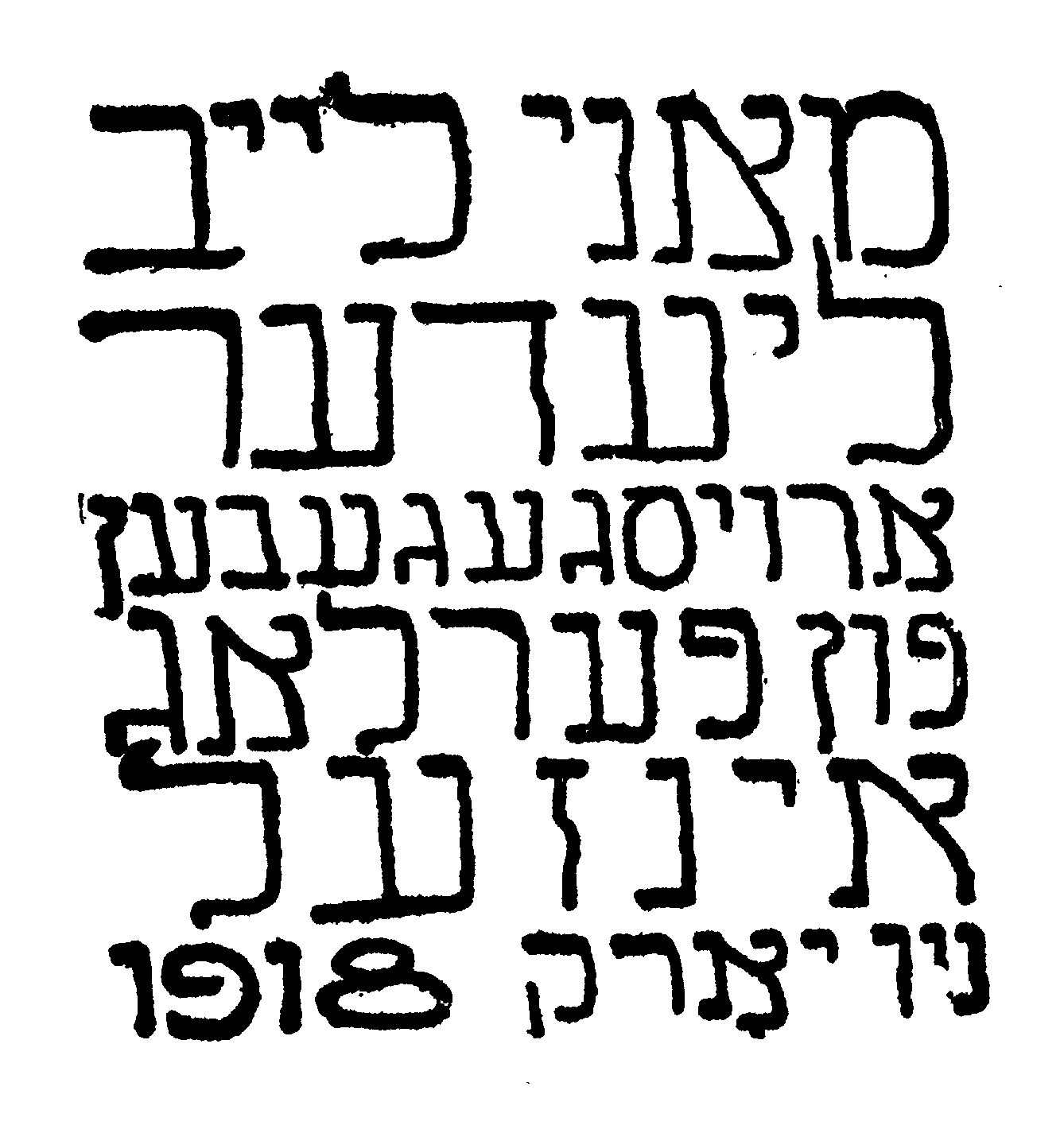
Titelblatt des Gedichtbandes Lider von 1918

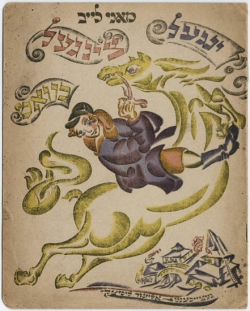
Titelblatt des Kinderbuches Yingl Tsingl Khvat von 1918

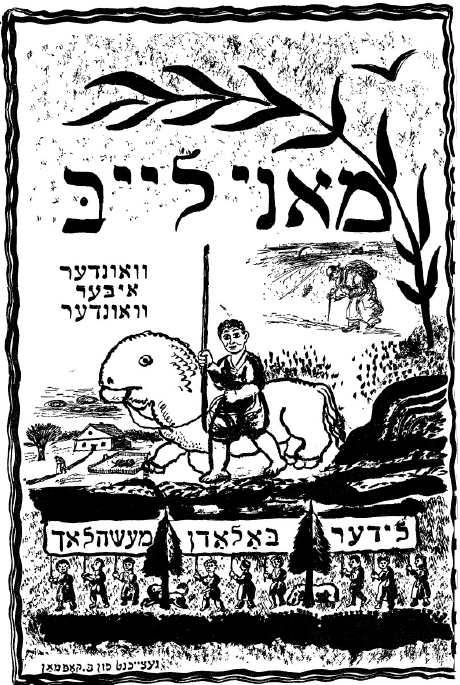
Titelblatt von Vunder iber Vunder von 1930

Mani Leib wurde 1883 in der Ukraine geboren und engagierte sich bereits als junger Mann in revolutionären Zirkeln gegen das zaristische Regime. Er emigrierte, nachdem er wegen seiner sozialistischen Aktivitäten eingekerkert wurde, im Jahr 1905 in die Vereinigten Staaten. Von Beruf war er Schuhmacher und Bootsbauer und arbeitete, selbst als er bereits ein bekannter Dichter geworden war, in New Yorker Schuhfabriken. Wegen der dort schlechten Arbeitsbedingungen erkrankte er an Tuberkulose.
Mani Leib, der sein Pseudonym ohne Nachnamen annahm, als er mit dem Schreiben anfing, begann seine dichterische Laufbahn mit der Übersetzung russischer und ukrainischer Poesie für die jiddische Tageszeitung Forward. Sein eigenes Schreiben wurde beeinflusst von den Idealen der russischen Symbolisten, die er übersetzte. Wie seine russischen und osteuropäischen Vorbilder schrieb Mani Leib auch Gedichte und Kurzprosa für Kinder, darunter seinen Klassiker Yingl Tsingl Khvat, der von dem russischen Avantgarde-Meister El Lissitzky illustriert wurde. In seinem produktivsten Jahr 1918 gab er elf Sammlungen seiner Gedichte heraus. 1925 war er mit Zishe Landau und Reuben Iceland Mitherausgeber der Anthologie Insel, der Hauptanthologie der Literatengruppe Di Yunge. Nach seinem Tod wurden seine Gedichte und Balladen in mehreren Sammeleditionen veröffentlicht.
Mani Leib trat für eine neue, formale Komplexität in der modernen jiddischen Poesie ein. Unter weitgehendem Verzicht auf soziale Themen schrieb er Gedichte mit hohem formalen Anspruch, die von dem Glauben an die Fähigkeit der Kunst durchdrungen sind, menschliches Leid zu kompensieren. Seine „Klangpoeme“ gaben der jiddischen Sprache neue Beachtung durch den kunstvollen Gebrauch von Alliterationen und Assonanzen.
Mani Leibs Gedichte wurden bereits früh in die Lehrpläne jiddischer Schulen übernommen, was ein Grund für seine große Bekanntheit wurde. Darüber hinaus wurde er über die Grenzen der jiddischsprachigen Leserschaft hinaus bekannt; viele seiner Gedichte wurden ins Englische und in andere Sprachen übersetzt.

## Werke (Auswahl)
- Idishe un slavishe motiven. Ferlag Inzel, 1918
- Der fremder: der shlof. Zusammen mit Zuni Moud, Ferlag Inzel, 1918
- Dos lidel fun broyt: Dray malokhim un andere. zusammen mit Zuni Moud, Ferlag Inzel, 1918
- Lider. Farlag Inzel, 1918
- Baladen. Ferlag Inzel, 1918
- Literarishe zamelbikher. der Inzel. ershter bukh. Mit David Kazanski. Ferlag Inzel, 1918
- Yingl Tsingl Khvat. Yidisher Folksfarlag, Kiev/Petersburg 1918/19, ISBN 0-918825-52-0[3]
- Vunder iber vunder. 1930
- David Ignatoff: finf-un-tsvantsik yor literarisher shafn. Mit I. Rosenfeld, Verlag M. Ceshinsky, 1935
- Lider un baladn. 2 Bände. Aroysgegebn fun Mani Leyb bukh-komitet baym Alveltlekhn yidishn kultur-kongres durkhn Tsiko bikher-farlag, 1955 (postum)
- Sonetn. 1961 (postum)
- Briv 1918–1953: Mani Leyb tsu Roshel Veprinski. Briefwechsel mit Roshelle Weprinsky. Farlag Y. L. Perets, 1980